# Даглас (Северна Дакота)
Даглас (енгл. Douglas) град је у америчкој савезној држави Северна Дакота.

## Демографија
По попису из 2010. године број становника је 64, што је 0 (0,0%) становника више него 2000. године.
| Група             | 2000.      | 2010.      |
| Белци             | 58 (90,6%) | 59 (92,2%) |
| Афроамериканци    | 0 (0,0%)   | 0 (0,0%)   |
| Азијати           | 0 (0,0%)   | 0 (0,0%)   |
| Хиспаноамериканци | 2 (3,1%)   | 2 (3,1%)   |
| Укупно            | 64         | 64         |